# Droes de Beer
Droes de Beer is een personage uit de Nederlandse poppenserie De Fabeltjeskrant, dat alleen in de jaren zeventig meedeed in het programma.

## Vroege aflevering
In een van de vroegste afleveringen is Droes de Beer een ruziezoeker die met een ontevreden trek op zijn gezicht kiftend en vittend door het dierenbos stampt. Hij is de broer van de vriendelijke Wasa de Beer en wordt door Orm de Aap graag uitgedaagd.

## Latere afleveringen
In de latere afleveringen heeft Droes meer een humeurig karakter. Hij woont samen met bosbewoner Jodokus de Marmot in één hol en wordt zenuwachtig als Jodokus steeds maar op zijn nagels bijt. Omdat ze samenwonen wilden sommige kijkers er een homostel in zien, hoewel dat in de serie nooit als zodanig benoemd werd. Later had Droes de Beer een relatie met zuster Martha Hamster.

## Stem
- Frans van Dusschoten